# The Mind of Jake Paul
The Mind of Jake Paul é uma websérie criada pelo YouTuber Shane Dawson. Ela foi anunciada em 11 de setembro de 2018, por meio da conta de Dawson no Twitter. Um trailer foi postado em seu canal do YouTube em 11 de setembro de 2018 e ela foi concluída após oito episódios em 18 de outubro de 2018.
A série é apresentada por Dawson, que investiga o mundo e a mente do controverso YouTuber Jake Paul, bem como a psicologia dos YouTubers. Foi editada por Dawson e o cinegrafista Andrew Siwicki e produzida por Jessica Buttafuoco. A série tem mais de 120 milhões de visualizações no total.

## História
Antes de começar a produção de The Mind of Jake Paul, Dawson pensou em fazer um vídeo "... sobre a ideia de que os YouTubers têm algum tipo de transtorno de personalidade". O projeto começou com uma série de tweets de Paul e Dawson em que eles concordaram em colaborar. Dawson também disse a Paul que o objetivo da série era investigar se ele era um sociopata, antes que o trailer fosse publicado.

## Sinopse
Os primeiros quatro episódios de The Mind of Jake Paul são referidos como a "fase de pesquisa" de Dawson. No primeiro episódio, Dawson afirma que o objetivo de The Mind of Jake Paul é investigar a psicologia de Jake Paul. Dawson investiga várias alegações relacionadas ao comportamento de Jake Paul. Ou seja, ele analisa, com seu colega YouTuber iNabber, alegações de agressão no relacionamento anterior de Paul com Alissa Violet. No segundo episódio, Dawson entrevista a terapeuta Kati Morton e discute a psicologia de Jake Paul; notavelmente, ele investiga se Jake Paul é um sociopata. Como introdução ao vídeo, um dos vlogs de Jake Paul é mostrado. No terceiro vídeo, Dawson aborda a resposta de Logan Paul aos dois primeiros vídeos. Ele discute o relacionamento de Alissa Violet com Jake Paul e Logan Paul no quarto episódio.
Os episódios seguintes conta com participações especiais. Paul e sua ex-namorada, Erika Costell, são entrevistados por Dawson. O penúltimo vídeo dá mais detalhes sobre Alissa Violet, Jake Paul e Logan Paul. Violet confirma as alegações de que teve um relacionamento com Logan Paul. No entanto, ela também afirma que seu relacionamento público com Jake Paul era falso. Ela também chamou Jake Paul de "abusador emocional". O final da série The Mind of Jake Paul discute os pensamentos de Jake sobre seus vídeos e sua vida pessoal.

## Elenco
- Shane Dawson: O apresentador e criador da série. Ele visita Jake Paul e documenta sua vida: presente e passado.
- Jake Paul: É o tema da série, onde se fala de seu passado e presente.
- Alissa Violet: Ex-namorada de Jake e ex-membra do Team 10.
- Erika Costell: A então namorada de Jake, atual COO e membra da Team 10.
- Kati Morton: Uma terapeuta familiar que analisa Jake na tentativa de determinar se ele é um sociopata.
- Nick Crompton: Um ex-amigo de Jake e ex-COO do Team 10.
- Andrew Siwicki: O codiretor, co-editor,[21] e cinegrafista da série.
- Fraser Macdonald (iNabber): Fornece informações gerais sobre a carreira de Jake Paul.
- Daniel "Keemstar" Keem: Repórter de controvérsias em torno de outras personalidades do YouTube.
- Ryland Adams: O noivo de Shane (então namorado).
- Morgan Adams: Irmã de Ryland e ex-fã dos Irmãos Paul.

## Episódios
| N.º | Título                                     | Dirigido por                  | Exibição original      | Audiência (milhões) |
| --- | ------------------------------------------ | ----------------------------- | ---------------------- | ------------------- |
| – | "The Mind of Jake Paul – Teaser Trailer"   | Shane Dawson e Andrew Siwicki | 11 de setembro de 2018 | 7.2                 |
| O vídeo mostra Shane assistindo vídeos de Jake Paul no YouTube. Shane expressa preocupação sobre como Jake reagirá à série. |                                            |                               |                        |                     |
| – | "The Mind of Jake Paul – Extended Trailer" | Shane Dawson e Andrew Siwicki | 21 de setembro de 2018 | 6.4                 |
| O vídeo começa com Shane dando dicas sobre a ideia que está formulando. Ele também afirma que usará câmeras secretas para filmar coisas contra os desejos de Jake Paul. |                                            |                               |                        |                     |
| 1 | "The Mind of Jake Paul"                    | Shane Dawson e Andrew Siwicki | 25 de setembro de 2018 | 25.8+               |
| Este episódio começa com Shane trazendo críticas à série. Shane faz uma videochamada para iNabber para perguntar a ele sobre a história de Jake e Logan Paul. iNabber conta a ele as várias controvérsias em que os dois estiveram, e eles discutem a personalidade de Jake Paul no YouTube. |                                            |                               |                        |                     |
| 2 | "The Dark Side of Jake Paul"               | Shane Dawson e Andrew Siwicki | 27 de setembro de 2018 | 23.8+               |
| Shane se conversa com uma conselheira (Kati Morton) a respeito de possíveis transtornos mentais de personalidades do YouTube. |                                            |                               |                        |                     |
| 3 | "The Family of Jake Paul"                  | Shane Dawson e Andrew Siwicki | 1 de outubro de 2018   | 18.1+               |
| Este episódio começa com Shane abordando a controvérsia sobre o episódio anterior, bem como a resposta de Logan Paul à série. Shane mais tarde realiza uma análise da família Paul, olhando para Greg Paul, o pai de Jake e Logan; bem como Pamala Stepnick, sua mãe. Ele declara sua intenção de entrevistar Nick Crompton, ex-membro do Team 10, para investigar a gestão de Jake e Greg Paul do Team 10. |                                            |                               |                        |                     |
| 4 | "The Enemies of Jake Paul"                 | Shane Dawson e Andrew Siwicki | 3 de outubro de 2018   | 19.7+               |
| Shane Dawson vai à casa de Nick Crompton, entrevista-o e discute as polêmicas por trás do Team 10, como o drama de Alissa Violet e por que Nick saiu. |                                            |                               |                        |                     |
| 5 | "The World of Jake Paul"                   | Shane Dawson e Andrew Siwicki | 8 de outubro de 2018   | 20.8+               |
| Shane vai para o Team 10 House pela primeira vez e encontra Jake Paul cara a cara. Shane faz com que Kati se disfarce como sua produtora para examinar Jake e seu comportamento na vida real. |                                            |                               |                        |                     |
| 6 | "The Secrets of Jake Paul"                 | Shane Dawson e Andrew Siwicki | 11 de outubro de 2018  | 16.1+               |
| Shane vai ao Walmart com o Team 10. Ele entrevista Erika sobre as influências na vida de Jake. |                                            |                               |                        |                     |
| 7 | "The Ex Girlfriend of Jake Paul"           | Shane Dawson e Andrew Siwicki | 16 de outubro de 2018  | 18.5+               |
| Shane conhece Alissa Violet, entrevista-a e discute a verdade sobre o drama que aconteceu no ano anterior com ela e Jake. Ela fala de sua experiência. |                                            |                               |                        |                     |
| 8 | "Inside The Mind of Jake Paul"             | Shane Dawson e Andrew Siwicki | 18 de outubro de 2018  | 25.8+               |
| No final da série, Shane entrevista Jake sobre suas controvérsias anteriores, incluindo distúrbios em seu bairro durante a filmagem de seus vlogs, a alegação de que FaZe Banks agrediu o assistente de Jake, o controverso vídeo sobre suicídio de Logan Paul e seu relacionamento com Alissa Violet. |                                            |                               |                        |                     |

## Recepção
The Mind of Jake Paul recebeu críticas mistas. Patricia Hernandez, escrevendo para The Verge, chamou Dawson de "rei do YouTube". Steven Asarch do Newsweek também elogiou, mas, mesmo assim, concluiu que, no final da série, a maioria pensava que Paul não era "apenas um 'sociopata' louco que grita". Becky Freeth, escrevendo para Metro, também notou que a maioria reagiu positivamente a Jake Paul após a série. CJ Feist observou que, embora alguns tenham criticado o segundo episódio por aparentemente leigos tentarem diagnosticar Jake Paul, "é uma experiência interessante e certamente emocionante de experimentar." Julia Alexander, escrevendo para o Polygon, aplaudiu Dawson por fazer a série parecer "está se desenrolando em tempo real".
As críticas negativas foram direcionadas principalmente ao segundo episódio de The Mind of Jake Paul por seu estilo de edição e uso do termo "sociopata". Tanya Chen e Remy Smidt, escrevendo para o BuzzFeed News, criticou Dawson por usar um "termo desatualizado", e declarou que deveria usar o termo transtorno de personalidade anti-social. Eles criticaram particularmente o segundo episódio por usar o termo; Lauren Strapagiel concordou com Chen e Smidt. Jacob Shamsian, escrevendo para o Insider, também criticou o segundo episódio, afirmando que foi editado como um "filme de terror". Adam White do The Telegraph resumiu a crítica, afirmando: "Até agora, foi Dawson quem se tornou o alvo de uma reação significativa, emergindo como uma figura vagamente ignorante que coloca a lucratividade antes da saúde mental, enquanto Paul emergiu como equilibrado, curioso, embora ligeiramente ofendido por onde tudo isso parece estar indo." Carolyn Todd, escrevendo para revista Self, fez uma investigação completa sobre os tópicos apresentados em The Mind of Jake Paul. Todd valida as críticas de Chen e Smidt e contesta a maioria das afirmações de Morton.
Jake Paul respondeu aos dois primeiros vídeos, afirmando que "as coisas sociopatas não me interessam". Logan Paul, irmão de Jake, fez um vídeo em resposta à palavra "sociopata"; Logan menciona que ele tem tendência a distúrbios de personalidade. Dawson se desculpou por qualquer um que se ofendeu, mas afirmou que suas "intenções não eram ruins". Ele também afirma que nunca teve a intenção de diagnosticar outras pessoas. Kati Morton também fez um vídeo para responder às críticas que recebeu por seus comentários sobre sociopatas no segundo episódio: ela alegou que sua intenção era alertar as pessoas para que não sejam vítimas de sociopatas e disse de Dawson: "Eu o aplaudo por ter me procurado e pedido a um verdadeiro profissional de saúde mental para opinar sobre".